# 253P/PANSTARRS
253P/PANSTARRS – kometa krótkookresowa, należąca do rodziny Jowisza.

## Odkrycie
Kometa została odkryta 4 września 2011 w ramach programu obserwacyjnego Pan-STARRS.

## Orbita komety i właściwości fizyczne
Orbita komety 253P/PANSTARRS ma kształt elipsy o mimośrodzie 0,41. Jej peryhelium znajduje się w odległości 2,04 j.a., aphelium zaś 4,9 j.a. od Słońca. Jej okres obiegu wokół Słońca wynosi 6,46 roku, nachylenie do ekliptyki to wartość 4,94˚.
Jądro tej komety ma rozmiary maks. kilku km.